# 苯基氰化汞
苯基氰化汞是一种有机汞化合物，化学式为C6H5HgCN。它可由苯基三氟化硅和氰化汞在苯中反应制得。它和[SNS][AsF6]反应，可以得到[PhS4N3Ph][AsF6]、Hg[AsF6]2和Hg[NCS]2。